# Aeropuerto Capitán José Daniel Vázquez

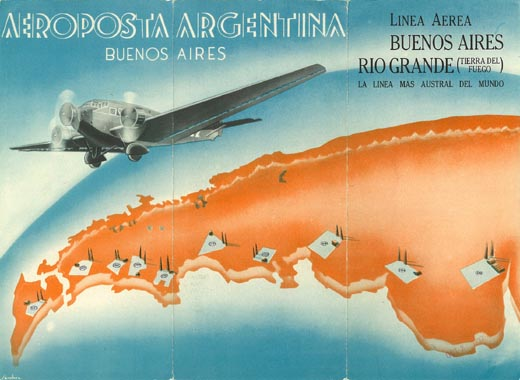
Cartel de la Aeroposta con la línea Buenos Aires - Río Grande

El Aeropuerto de Puerto San Julián Capitán José Daniel Vázquez (IATA: ULA - OACI: SAWJ) es un aeropuerto argentino que da servicio a la ciudad de Puerto San Julián, Santa Cruz, Argentina.
Recibe vuelos de la aerolínea LADE con destino a Comodoro Rivadavia, Río Gallegos y Ushuaia. También, en la primera mitad del siglo XX, recibió vuelos de la Aeroposta Argentina S.A. desde y hacia Puerto Deseado y Puerto Santa Cruz. Durante la Pandemia de COVID-19, Flybondi realizó vuelos chárter contratados para el traslado de empleados de una compañía minera, siendo la primera vez que tanto la low-cost como un avión Boeing 737-800 aterriza en la ciudad. 
Es considerado como un aeropuerto no integrado, dado que detrás tiene una verdadera mezcla de variables que le pesa en una limitada frecuencia de pasajeros y carga, pero que al mismo tiempo les da la posibilidad de crecer en un futuro no muy lejano.
También se lo considera víctima de la privatización de Aerolíneas Argentinas que relegó y en un punto intermedio son los que no llegaron al podio de los más olvidados. Por esta situación se solicita la rápida decisión política de abastecer con vuelos de menos cantidad de pasajeros, pero de modo constante.

## Museo Malvinas
El Aeropuerto albergó a la Base Aérea Militar San Julián, una de las más importantes durante el conflicto del Atlántico Sur pues era la más cercana a las islas Malvinas. La Base albergó al II Escuadrón Aeromóvil Dagger del Grupo 6 de Caza y al I Escuadrón Aeromóvil A-4C del Grupo 4 de Caza.
Los búnkeres de la Base han de formar un museo creado por iniciativa del municipio de Puerto San Julián.
A las afueras del aeropuerto, existe un monumento inaugurado en el 2012 que tiene emplazada la cola de un avión A-4C con orientación hacia las islas.